# U34 (潜水艦・3代)
U 34（NATO識別符号：S 184）は、ドイツ連邦海軍の潜水艦。212A型潜水艦の4番艦。

## 艦歴
「U 34」は、ノルトゼーヴェルケエムデンで建造され1998年に起工、2006年6月29日に進水し、2007年5月3日に就役する。
2009年1月22日にエッカーンフェルデを出航し、地中海海域で実施されているアクティブ・エンデバー作戦に参加する。
後援都市はバイエルン州のシュタルンベルクである。
第1機動隊群第1潜水戦隊に所属し、エッカーンフェルデを母港としている。